# 戦略的曖昧さ

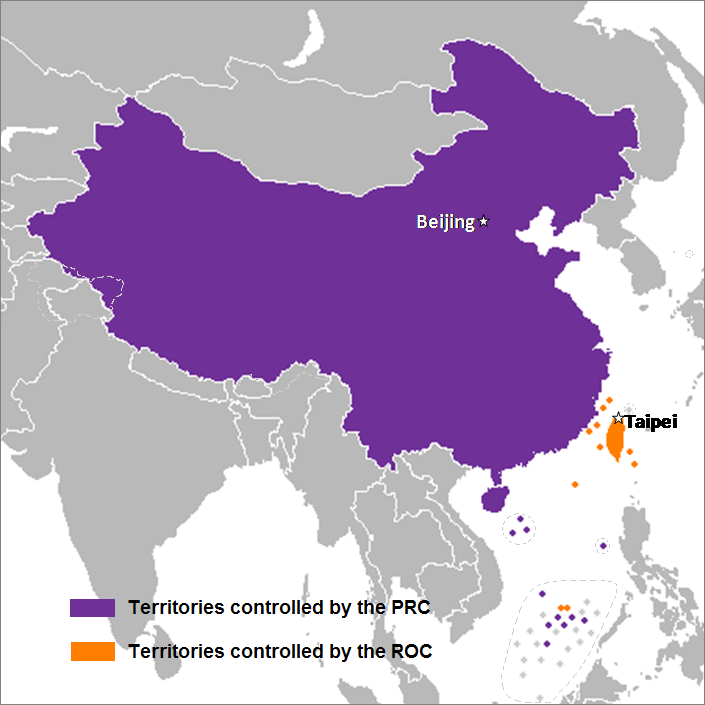
戦略的曖昧さの代表的事例である台湾問題

戦略的曖昧さ（せんりゃくてきあいまいさ, policy of deliberate ambiguity) は、政府が外交政策のある側面について、意図的に曖昧にすることを指す。諸外国と自国の政策目標が相反する場合や、抑止政策におけるリスク回避のために有効である。このような政策は、国家の意図に対する誤解を招き、意思とは矛盾する行動につながる可能性があるため、危険性が指摘されている。

## 中国
「中国」という国の政府には、その国土の領域も含め、意図的に曖昧な状態となっている。現在、2つの政府が中国大陸、香港、マカオ、台湾、その他の島々を含む中国全土について、合法的な統治権と主権を主張している。中華人民共和国（PRC）は、中国大陸を一党制で統治しており、香港とマカオに特別行政区を置いている。一方で、中華民国（ROC）は、台湾島と金門島、澎湖諸島、馬祖島を統治し、支配地域に「台湾地区」という呼称を設けている。背景については、「二つの中国」、「一つの中国」、「中台関係」を参照されたい。
台湾の政治的地位を巡り、中華人民共和国の「一つの中国」政策のため、外国政府は台湾の扱いを曖昧にする必要性がある。中華人民共和国は、自らを中国唯一の合法的代表政府と認めるように圧力をかけており、大半の国はこれに従っている。しかし実際には、ほとんどの国が台湾問題についての立場を様々なレベルで曖昧なままにしている。詳細は「中華人民共和国の国際関係」、「台湾問題」を参照されたい。
1979年の名古屋決議における国際オリンピック委員会との合意以降、台湾からオリンピック大会やほかの国際機関、イベントに参加する際には「チャイニーズタイペイ」という意図的に曖昧な呼称を用いている。

## イラク
サッダーム・フセインは、2003年イラク攻撃以前、イラクが大量破壊兵器を所有しているか否かについて、意図的に曖昧にする政策をとっていた。彼は、国際連合安全保障理事会決議687に違反しないよう、国連調査団による追及を避けつつ、国民や隣国（特にイラン）に対しては、イラクが大量破壊兵器を所持している可能性を残したままにしようとした。

## イスラエル
イスラエルは核兵器の所持について意図的に曖昧にしており、この状態は「核の曖昧さ」、「核の不透明さ」と呼ばれる。アナリストの多くは、イスラエルを核の所有国とみなしている。
また、イスラエルは、標的の殺害や空爆の問題についても曖昧さを貫いている。当初イスラエルは、外国領内のテロ容疑者の殺害について、その関与を言及することはほとんどなかった。しかし、シリア内戦が勃発し、イランやヒズボラとの関係性が悪化すると、例外が目立つようになる。2017年には、戦争における軍事的役割として、ミサイル攻撃への関与を公式に認めた。一方で、シリア内戦における特定の殺害への関与を否定するため、これを稀な例外とした。

## ロシア
2015年4月上旬、英国紙『タイムズ』の社説において、ロシアの軍事・情報機関筋の情報を持ち出し、ロシアがNATO側の特定の非核行為に核を用いた応酬が準備しているとの警告に対し、欧米の協調的安全保障政策を乱すための「戦略的曖昧さをつくり出そうとする試み」と解釈すべきだという見解が示された。

## イギリス
イギリスは、核の先制攻撃を受けて政府が壊滅した場合に、弾道ミサイル潜水艦が核による反撃を行うかどうかについて、意図的に曖昧にしている。英国首相は就任すると、潜水艦司令官に対し、このような事態にどのような行動をとるべきかを示した「最終手段の手紙」を書いている。

## アメリカ
アメリカは、かつてから現在に至るまで、多くの問題に対して、戦略的曖昧さを用いた政策を展開している。

### 台湾
アメリカが行ってきた戦略的曖昧さの政策として最も古く、長く続いているのが、中華人民共和国（中国大陸）から攻撃を受けた際に、中華民国（台湾）をどのように防衛するのかというものである。この問題は米台関係の根底をなすものであり、米中関係においても中心的な争点となってきた。この政策は、中華民国指導者による一方的な独立宣言と、中華人民共和国による台湾への侵攻の両方を回避する意図がある。2001年に当時のジョージ・W・ブッシュ大統領が、「（台湾防衛のためなら）何でもする」と発言したことにより、アメリカは曖昧さを放棄したかのように受け止められた。しかし、2003年には「アメリカの方針は一つの中国だ」と述べるなど、再び曖昧な表現が用いられるようになっている。
2021年10月、ジョー・バイデン大統領は、中華人民共和国に台湾が攻撃された場合、アメリカが防衛する責任があると発言した。しかし、ホワイトハウスは直後に「大統領は政策の変更を発表したわけでも、政策変更を決めたわけでもない」という声明を発表している。
政治アナリストのサーレム・アル＝ケトビーは、アメリカはロシア＝ウクライナ戦争においても同様の方針をとっており、さらにウィーン合意後のイランに対しても同じであると分析している。

### 化学生物攻撃への報復
化学兵器や生物兵器を使った攻撃に対し、アメリカが報復するかどうかの文脈においても、湾岸戦争時など、予てから曖昧な政策をとってきた。「核の傘」とも似た概念である。バラク・オバマ大統領は、2013年8月21日、ダマスカス郊外のグータ村の市民に対してアサド政権が化学攻撃を行ったことに対し、明確な対応をとらなかった。これに対し、米国の政策を破り、米国の利益を損ねたとする意見もある。大統領はその前日に、化学兵器の使用に対し、「我々はアサド政権のみならず、現地の他の勢力に対しても、大量の化学兵器の運搬や使用が発覚したときが、我々のレッドライン（超えてはならない一線）だと明言してきた。もしそうなれば私の計算も変わるだろう」と述べ、「レッドライン」という文言を使っていた。

### 核保有
1987年に法律を制定して以降、ニュージーランドは核兵器や原子力を動力源とする戦争手段を国内に持ち込むことを禁じ、軍事非核地帯としている。原子力発電は禁じていないが、長年使用されておらず、反対意見も根強いため、事実上の非核国となっている。この禁止領域には、海洋法に関する国際連合条約に基づく12海里以内の領海も含まれる。
アメリカ海軍の基本方針では「水上艦、海軍航空機、攻撃型潜水艦、弾道ミサイル潜水艦には核兵器を配備しない」とされている。一方で、「特定の艦船、潜水艦、航空機に対する核兵器の配備については定めない」ともしている。米海軍は、特定の艦船に対し、核兵器を搭載しているかの確認を拒否しているため、ニュージーランドへの入港が認められなかった。これに対しアメリカは、ニュージーランドをANZUSから一部脱退させた。ロナルド・レーガン大統領はニュージーランドを「友人ではあるが、同盟国ではない」と述べている。
また、米国は、イスラエルが核保有について、戦略的曖昧さを利用した政策をとっていることにも黙認している。イスラエルは核拡散防止条約に署名しておらず、イスラエルが核保有の事実を認めていないことで、アメリカは自国の核拡散防止法に違反しているとして、制裁を科すことを回避している。

## 東西ドイツ
西ドイツは、東ドイツを承認した国とは国交を断絶するハルシュタイン原則を断念した1970年代以降、事実上東ドイツの存在を認める政策に転じたが、一方で「一つのドイツ」の原則に従った政策をいくつか行っている。東ドイツ国民は、西ドイツに到着すると西ドイツ国民として扱われ、東ドイツへの輸出は国内貿易と同等の扱いであった。西ドイツが東ドイツの存在を認めることを望む諸外国と、ドイツの分断を認めたくない西ドイツの大多数の政治家の思惑を双方取り持つため、戦略的曖昧さが利用された。